# 約翰·里奇
約翰·亨利·里奇（英語：John Henry Leech，1862年12月5日—1900年12月29日）為英國昆蟲學家，專門從事蝴蝶與甲蟲的研究與標本採集。
現今位於倫敦的自然史博物館中，收藏許多他從中國、日本、喀什米爾、摩洛哥、馬德拉以及加那利群島所採集到的昆蟲標本。
他也曾是林奈學會、英國皇家昆蟲學會、法國昆蟲學會、柏林昆蟲學會（Société Entomologique de France）的研究會員之一。

## 延伸連結
- Internet Archive Catalogue of the collection of palaearctic butterflies formed by the late John Henry Leech, and presented to the trustees of the British Museum by his mother, Mrs. Eliza Leech (1902) British Museum (Natural History.
- Internet Archive Leech, John Henry On Lepidoptera Heterocera from China, Japan, and Corea (1897?])